# St. Michael (Siegen)

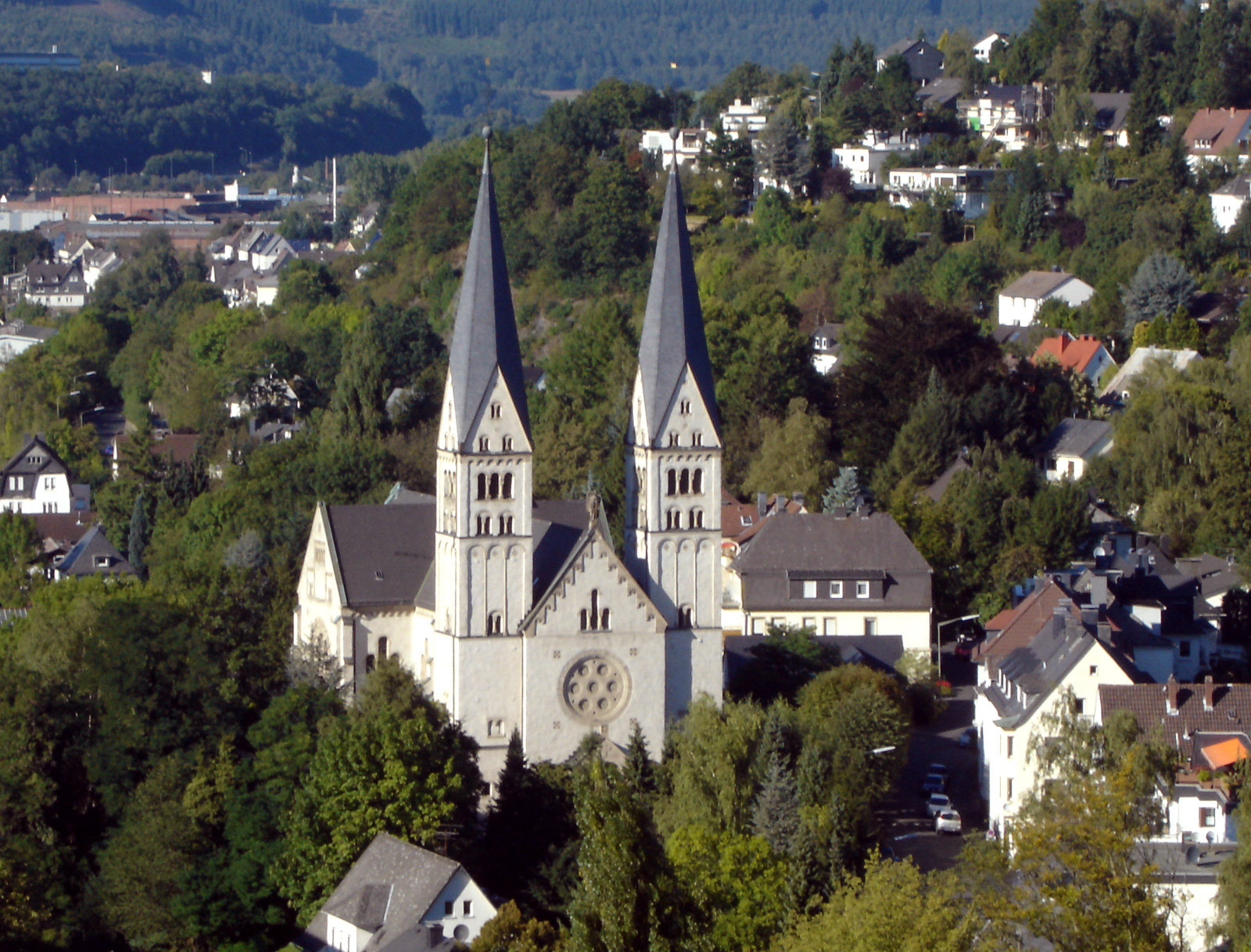
Süd-Ansicht der St.-Michaels-Kirche

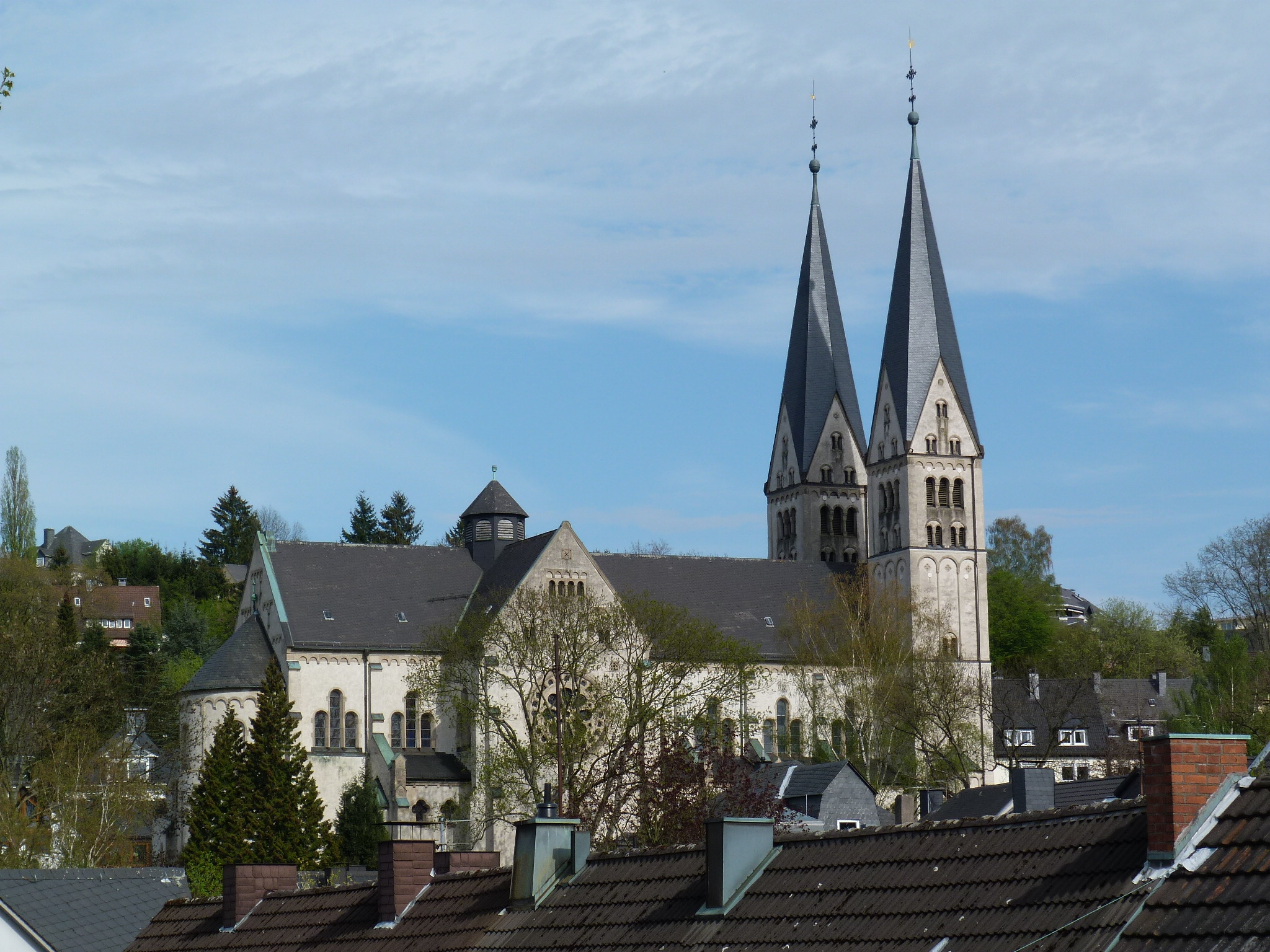
Ansicht von Westen

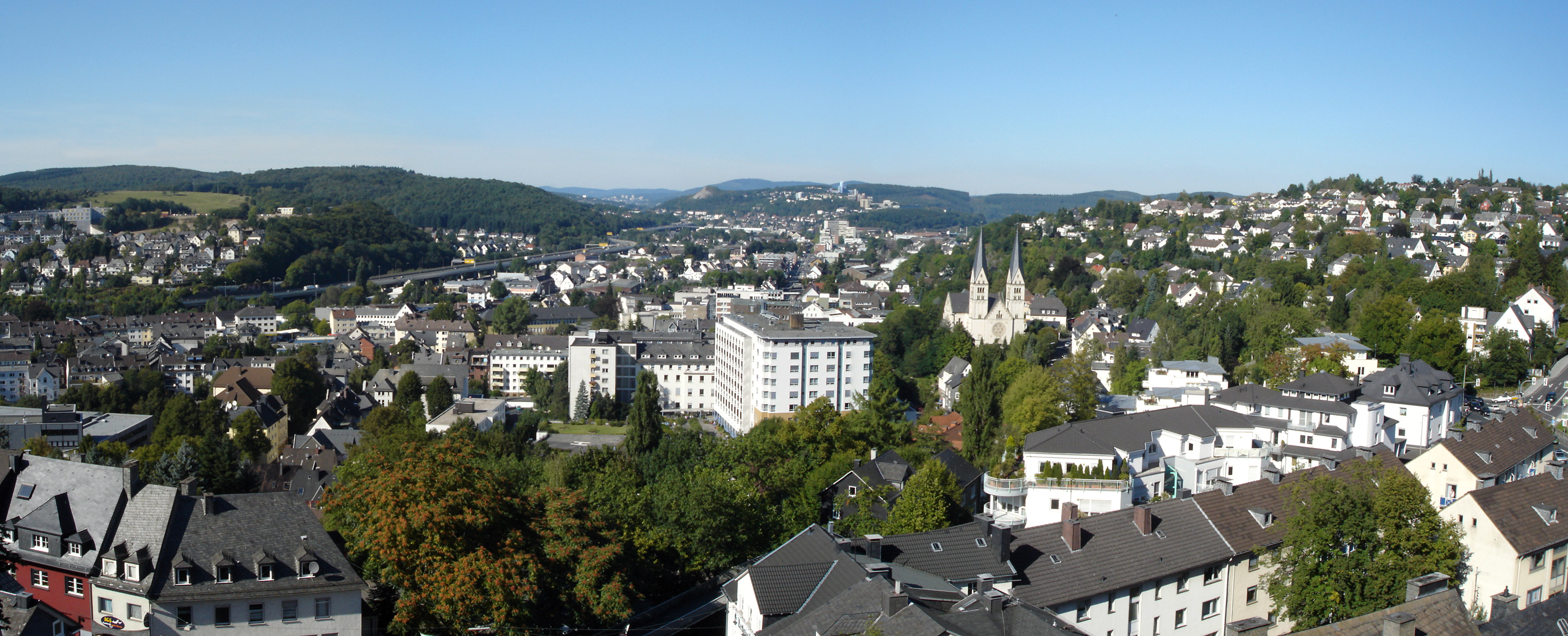
St.-Michaels-Kirche, zentral rechts

Die St.-Michaels-Kirche, St. Michaelskirche oder St. Michaels-Kirche ist eine Anfang des 20. Jahrhunderts erbaute katholische Kirche in Siegen.
Die in Hanglage als damals zweite katholische Kirche Siegens (nach der Marienkirche) errichtete Michaelskirche befindet sich nördlich der Altstadt, am unteren Westhang des Giersbergs, gegenüber dem Marienkrankenhaus. Die Kirche ist im Stile des Historismus errichtet, hat zwei schlanke, jeweils 57 Meter hohe Kirchtürme und die Form einer dreischiffigen romanischen Basilika. In der Taufkapelle befindet sich ein vom aus München stammenden Bildhauer Karl Baur geschaffenes Kriegerdenkmal, das im Herbst 1922 eingeweiht wurde. Das Innere der Kirche wurde nach einem Entwurf des Kirchenmalers A. W. Ballin gestaltet. An der Chorwand befindet sich ein Christusbild des Malers Bernd Terhorst.

## Geschichte

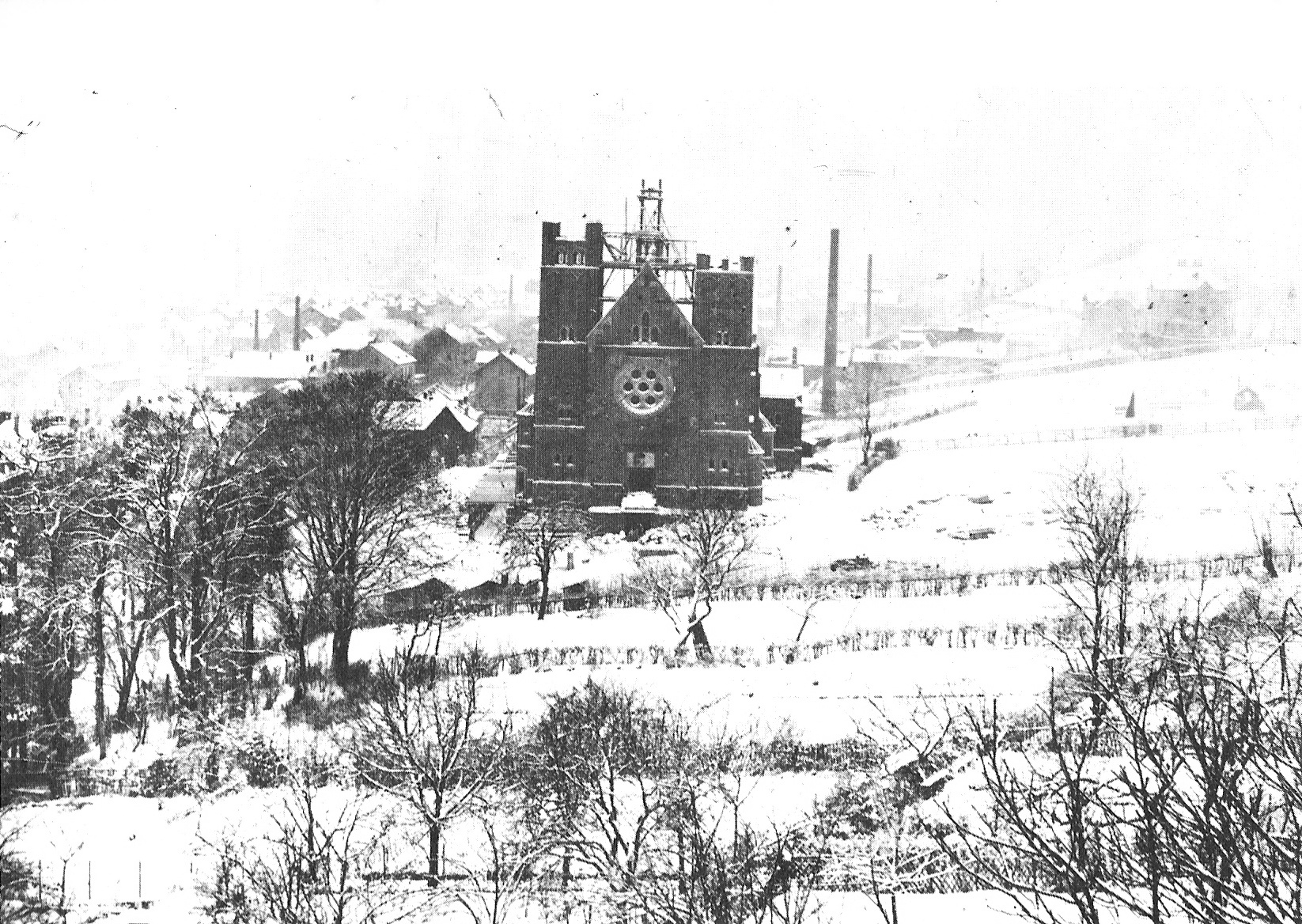
St. Michael im Bau, Herbst/Winter 1904

Die Grundsteinlegung des Werks des Dortmunder Architekten Johannes Franziskus Klomp fand am 11. Oktober 1903 statt. Die Bauarbeiten an der Kirche dauerten bis zum Jahr 1906. Der mit bischöflicher Ermächtigung durch Pfarrer Wiese vollzogenen Kirchweihe vom 7. Januar 1906 folgte am 7. August 1906 die Altarweihe durch den Paderborner Bischof Wilhelm Schneider. Die ersten Kirchenglocken von St. Michael wurden im Zuge des Ersten Weltkriegs 1917 eingeschmolzenen und später durch am 21. September 1921 geweihte neue ersetzt. Wie viele andere historische Gebäude der Stadt Siegen wurde auch St. Michael während des Zweiten Weltkriegs durch den Bombenangriff vom 16. Dezember 1944 stark beschädigt. Nach Kriegsende fanden jedoch etappenweise Instandsetzungsmaßnahmen statt. In den 1990er Jahren wurden Renovierungsmaßnahmen an der Fassade durchgeführt, in deren Zuge das ursprünglich freiliegende Bruchsteinmauerwerk verputzt wurde.

## Orgeln
Die Orgel von St. Michael wurde 1912 von der Orgelbaufirma Anton Feith (Paderborn) erbaut, am 6. April 1922 geprüft und abgenommen und 1971 umgebaut. Das Instrument wurde zuletzt im Jahr 2000 von der Orgelbaufirma Siegfried Sauer (Höxter) technisch überholt. 2002 wurde die Disposition erweitert. Das Instrument hat heute 27 Register auf zwei Manualen und Pedal (Kegelladen). Die Trakturen sind elektrisch-pneumatisch.
| I Hauptwerk C–g3 |               |     |
| 1.               | Prinzipal *   | 16′ |
| 2.               | Prinzipal     | 08′ |
| 3.               | Gamba         | 08′ |
| 4.               | Oktave        | 04′ |
| 5.               | Gedecktflöte0 | 04′ |
| 6.               | Oktave        | 02′ |
| 7.               | Mixtur V      | 02′ |
| 8.               | Trompete      | 08′ |

| II Brustwerk C–g3 |                      |         |
| 09.               | Quintade             | 16′     |
| 10.               | Geig. Prinzipal      | 08′     |
| 11.               | Hohlflöte            | 08′     |
| 12.               | Zartgeige (schweb.)0 | 08′     |
| 13.               | Gemshorn             | 08′     |
| 14.               | Fugara               | 04′     |
| 15.               | Soloflöte            | 04′     |
| 16.               | Nasat *              | 02 ⁄3′  |
| 17.               | Waldflöte            | 02′     |
| 18.               | Quinte               | 01 ⁄3′  |
| 19.               | Terz *               | 01 3⁄5′ |
| 20.               | Mixtur IV            | 02 ⁄3′  |
| 21.               | Oboe                 | 08′     |
|                   | Tremulant            |         |

| Pedal C–f1 |                  |        |
| 22.        | Subbass (Nr. 1)0 | 16′    |
| 23.        | Oktavbass        | 08′    |
| 24.        | Pommer           | 08′    |
| 25.        | Choralbass       | 04′    |
| 26.        | Mixtur IV        | 02 ⁄3′ |
| 27.        | Posaune          | 16′    |

Die mit * gekennzeichneten Register sind 2002 neu hinzugekommen
- Koppeln: II/I, I/P, II/P
- Spielhilfen: eine freie Kombination, eine freie Pedalkombination, Tutti, Einzelabsteller, Registercrescendo

Die Kirche besitzt eine zweite Orgel in der, vom Ende der siebziger bis Anfang der achtziger Jahre renovierten, Krypta. Dieses, von der Orgelbaufirma Mebold in Siegen/Breitenbach erstellte Instrument, im nun wieder „gottesdienstfähigen“ Gewölbe, ist neben der Begleitung des Gemeindegesangs auch für das Literaturspiel (in einem gewissen Umfang) geeignet und wurde im Herbst 1983 eingeweiht. Das nur im Diskant gebaute Cornett ergänzt mit Quinte 5 1⁄3′ und Terz 3 1⁄5′ die Mixtur zu einem 16′ Klang. Die Disposition der mechanischen Schleifladenorgel lautet:
| Manual C–d4 |                     |        |
| 1.          | Bordun (B/D)        | 08′    |
| 2.          | Salizional          | 08′    |
| 3.          | Prinzipal           | 04′    |
| 4.          | Rohrflöte (B/D)     | 04′    |
|             | Oktave (aus 5)      | 02′    |
| 5.          | Mixtur 2-3f         | 02 ⁄3′ |
|             | Flöte (aus 6)       | 16′    |
| 6.          | Diskant Cornett 3f0 | 16′    |
|             | Tremulant           |        |

| Pedal C–f1 |         |     |
| 7.         | Subbass | 16′ |

- Koppel: I/P